# صبري عياد
صبري عياد (26 مارس 1916 - 19 أكتوبر 1969) مخرج وممثل مسرحي ليبي سوري. 

## سيرته
ولد صبري عياد في 26 مارس 1916 بمدينة جنزور غربي طرابلس في ليبيا. 
درس في إيطاليا وتخرَّج متخصِّصًا في الإخراج المسرحي والتلفازي. يعد من مؤسسي المسرح القومي في ليبيا برفقة عدد من الفنانين الليبيين، وأقام زمنًا في المهجر، وهو من مؤسسي المسرح الحر في سوريا برفقة عدد من الفنانين السوريين. وعمل مخرجًا في المسرح والتلفزة السورية، وقدَّم أعمالًا فنية في سوريا ولبنان. 
وفي أواسط الستينيات عاد إلى ليبيا حيث أسهم مع عدد من الفنانين الليبيين في تأسيس المسرح القومي الليبي، منهم مصطفى المصراتي، وعياد الزليطني، وعمران راغب المدنيني، وأرحومة الجديع، وعبد الرحمن الأمين، والفيتوري سعيد.

## وفاته
توفي صبري عياد في طرابلس الغرب في 19 أكتوبر 1969، وكرمته الدولة الليبية بعد رحيله ضمن عدد من الفنانين الليبيين.

## أعمال سينمائية
من أهم أعماله السينمائية:
- سلطانة (1965). فلم سوري من إنتاج القطاع الخاص، إخراج رضا ميسَّر.
- لقاء في تدمر.
- عقد اللولو (1964). فلم سوري من إنتاج القطاع الخاص، إخراج يوسف معلوف.
- سائق الشاحنة (1967). فلم سوري من إخراج اليوغسلافي بوشكوفو تشينيتش، وهو أول فلم روائي طويل ينتجه القطاع العام السينمائي في سوريا.
- الصعاليك. فلم من إنتاج سوري مصري مشترك، إخراج يوسف معلوف.

صبري عياد في مشهد تمثيلي

## أعمال مسرحية
- تشرق الشمس من جديد
- قسمتي
- أبنائي جميعًا

## أعمال تلفازية
إضافة لعدد من البرامج التلفزيونية التي قام بإعدادها وإخراجها فهناك عدد من التمثيليات منها:
- نهاية سكِّير (حاز به  جائزة الدولة الفخرية).
- ابن خَلدون.